# Rhett Miller
Stewart Ransom Miller II (Austin, 6 de Setembro de 1970), mais conhecido pelo nome de palco Rhett Miller, é um cantor e compositor norte-americano membro da banda de country alternativo Old 97's. Ele graduou na Escola St. Mark's de Texas.

## Discografia

### Álbuns de estúdio
| Ano  | Detalhes do álbum                                                                                       | Melhores posições nas tabelas | Singles                        |
| Ano  | Detalhes do álbum                                                                                       | EUA                           | Singles                        |
| ---- | --- | ----------------------------- | ------------------------------ |
| 1989 | Mythologies - Editora: Carpe Diem Records                                                               | —                             |                                |
| 2002 | The Instigator - Lançamento: 24 de setembro de 2002 - Editora: Elektra Records                          | 126                           | "Our Love," "Come Around"      |
| 2006 | The Believer - Lançamento: 28 de fevereiro de 2006 - Editora: Verve Forecast Records                    | 138                           | "Help Me, Suzanne"             |
| 2009 | Rhett Miller - Lançamento: 9 de junho de 2009 - Editora: Shout! Factory                                 | 128                           | "I Need to Know Where I Stand" |
| 2011 | The Interpreter: Live at Largo - Lançamento: 22 de novembro de 2011 - Editora: Maximum Sunshine Records |                               |                                |
| 2012 | The Dreamer - Lançamento: 5 de junho de 2012 - Editora: Maximum Sunshine Records                        | 139                           | "Out of Love"                  |